# Jeonju FC
Jeonju FC  ist ein Fußballfranchise aus Jeonju, Südkorea. Der Verein ist Gründungsmitglied der K3 League und gehört zur Jeonju-Universität. Aktuell spielt der Verein in der K4 League, der vierthöchsten Spielklasse Südkoreas.

## Geschichte

### Gründung
Gegründet wurde der Verein im Jahr 2007, als der neue Amateurverband K3 League gegründet wurde. Erster Trainer des Vereins wurde Jeong Jin-Hyeok. Der Verein trat im Gründungsjahr unter dem Namen Jeonju EM Korea FC in der K3 League an. Ursprünglich war geplant, dass der Verein in der Korea National League antreten soll, doch da der Verein nicht die notwendigen Voraussetzungen dafür erfüllen konnte, startete er in der K3 League.

### Erste Jahre (2007 – 2010)
Die erste Saison des Vereins verlief solide. Man beendete die Saison auf dem 5. Platz und qualifizierte sich somit für den Korean FA Cup 2008. Zur Saison 2008 nannte sich der Verein in Jeonju EM FC um. Ihre zweite Spielzeit kam der Verein nicht über einen zwei-stelligen-Tabellenplatz hinaus und beendete die Spielzeit auf Platz 10 und verpasste somit die erneute Qualifikation zum Korean FA Cup. Ihre Premierenpokalsaison verlief gut. Ijn der ersten Runde empfing der Verein Hwaseong Shinwoo Electronics FC, gegen wen man sich im Elfmeterschießen mit 6:5 durchsetzen konnte. Die zweite Pokalrunde verlor der Verein gegen Seoul United FC mit 0:3. Nach Ende der Spielzeit wurde der Vertrag mit Jeong Jin-hyeok nicht verlängert.
2009 kämpfte der Verein um die Qualifikation zum Korean FA Cup. Am Ende fehlten dem Verein drei Punkte zur Qualifikation. Der Verein beendete die Spielzeit mit 45 Punkten auf Platz 11. Für die Spielzeit 2010 wurden alle K3 League-Mitglieder in zwei Gruppen eingeteilt. Jeonju spielte in der Gruppe A. Der Verein erreichte dort einen guten 4. Platz, dennoch qualifizierte sich der Verein für den Korean FA Cup.

### Mittelmäßigkeit (2011 – 2015)
Die Spielzeit 2011 beendete man erneut auf Platz 4 und schaffte zudem die Qualifikation zum Korean FA Cup. 2011 wurde zudem auch zum ersten Mal der Challengers Cup ausgetragen. Der Verein schied im Achtelfinale gegen Asan United FC aus. Im Pokal schied der Verein schon in der ersten Runde aus. Dort empfing man die Dongguk-Universität, gegen welche man mit 1:4 unterlag. 2012 verschlechterte sich der Verein erstmals in der Liga wieder. Der Verein beendete mit 28 Punkten die Saison auf Platz 5. Auch im Challengers Cup konnte der Verein keine Erfolge verzeichnen. Der Verein schied schon in der Gruppenphase als Letztplatzierter aus.
2013 nannte sich der Verein erneut um. Fortan nannte sich der Verein Jeonbuk Maeil FC. Zudem wurde mit Oh In-eui ein neuer Trainer vorgestellt. Allerdings konnte auch er keine Erfolge verzeichnen. So beendete man in der Liga die Spielzeit erneut auf Platz 5. Im Pokal konnte hingegen der Verein Erfolge feiern. In der ersten Runde traf man auf die Sungkyunkwan-Universität, welche man mit 1:0 schlagen konnte. In der anschließenden Runde empfing man Bucheon FC 1995, welche man im Elfmeterschießen mit 3:1 schlagen konnte. In der anschließenden dritten Runde trat man gegen Incheon United FC an, gegen welche man allerdings mit 1:4 unterlag. Trotz des Pokalerfolges musste am Saisonende Oh In-eui wieder gehen. Ende 2013 nannte sich der Verein zum letzten Mal um. Der Verein trat ab der Spielzeit unter den Namen Jeonju FC an.
2014 gab der Verein das Ziel aus, sich für die Ligameisterschaft zu qualifizieren. Der Verein verfehlte aber dieses Ziel um 5 Punkte und beendete die Spielzeit erneut auf Platz 4. Auch im Pokal konnte man keine Erfolge feiern. Der Verein verlor das Erst-Rundenpartiespiel gegen die Dankook-Universität mit 0:3. 2015 stellte der Verein mit Yang Yeong-cheol einen neuen Trainer ein. Die Spielzeit schnitt der Verein in der Liga so schlecht wie seit mehreren Jahren nicht mehr ab. Der Verein musste sich am Ende mit Tabellenplatz 6. zufriedengeben. Auch im Pokal kam der Verein nicht weit. In ihrer ersten Runde gewann der Verein das Pokalspiel gegen die Dong-Eui University mit 1:0. In der darauffolgenden Runde unterlag der Verein gegen Changwon City FC mit 0:2.

### K3 League Advance-Zeit (2016 – 2018)
2016 stand die Qualifikation zur K3 League Advance an. Der Verein schaffte die direkte Qualifikation dank eines sehr guten 5. Tabellenplatzes. Des Weiteren qualifizierte sich der Verein erstmals für die Meisterschaftsspiele. Im Viertelfinale traf der Verein auf Gimpo Citizen FC, welchen man mit 1:0 schlagen konnte. Im Halbfinale traf man anschließend auf Cheongju City FC. Das Spiel endete 1:1, da aber Cheongju das Heimrecht besaß galt das Unentschieden als Niederlage für Jeonju. Im Pokal schied der Verein hingegen erneut früh aus. In ihrer ersten Runde unterlag der Verein den Ligakonkurrenten Yangpyeong FC mit 1:2. 20176 spielte der Verein nahezu durchgängig gegen den Abstieg. Am Ende lag der Verein zwei Punkte vor einem Abstiegsplatz und schaffte somit den Klassenerhalt. Die Pokalsaison verlief besser als die Vorsaison. In ihrer ersten Runde traf der Verein auf die Jungang-Universität, welche man mit 5:2 bezwingen konnte. Die anschließende Pokalrunde verlor der Verein allerdings gegen Jeonnam Dragons FC mit 0:4.
Auch 2018 spielte der Verein gegen den Abstieg, allerdings konnte sich diesmal der Verein nicht retten. Mit vier Punkten Rückstand auf den Relegationsplatz stieg der Verein als 11. Platzierter aus der Advance ab. Die Pokalsaison 2018 endete für den Verein ebenfalls relativ früh. In ihrer ersten Runde gewann der Verein gegen die Chosun University mit 1:0. Die anschließende Runde verlor der Verein allerdings gegen Chuncheon FC mit 2:3.

### Gegenwart
Nach dem Abstieg aus der K3 League Advance, stellte der Verein den Kader komplett neu auf und gab als Saisonziel den Wiederaufstieg an. Bis zum Ende der Spielzeit standen sie in einem Dreierkampf um den Direkten Aufstieg. Nach Ende der Spielzeit konnte dank eines Zweiten Tabellenplatzes der Wiederaufstieg gefeiert werden. Im Pokal konnte der Verein diesbezüglich Erfolge verzeichnen. In der ersten Runde empfingen sie die Dongshin-Universität, welche sie mit 2:1 schlagen konnten. In der anschließenden zweiten Runde traf der Verein auf den Vorjahres-K3 League Basic-Meister Siheung Citizen FC, welche man überraschend mit 1:0 aus den Pokal werfen konnte. In der dritten Runde traf der Verein auf Mokpo City FC. Der Verein unterlag Mokpo knapp mit 0:1. In der darauffolgenden Spielzeit trat der Verein in der neugegründeten Halbprofessionellen K3 League, der neugeschaffenen Dritten Liga, an. Bis zum Ende der Regulären Spielzeit, war der Verein stets im Abstiegskampf und qualifizierte sich nur für die Abstiegsrunde. In sieben weiteren Spielen konnte sich das Team von Yang Yeong-cheol nur zwei Punkte sichern, was für den Klassenerhalt zu wenig war. Am Ende verlor der Verein die direkten Duelle um den Klassenerhalt und stieg als Letztplatzierter erneut ab. Im Pokal verlief es zudem ebenso nicht erfolgreich. In der 1. Hauptrunde des Pokals, empfangen sie den Fünftligisten Jeonju Parangsae FC im Jeonju-Derby. Das Derby ging mit 2:0 für die Mannschaft von Yang Yeong-cheol aus. In der darauffolgenden Pokalrunde, traten sie beim Zweitligisten Chungnam Asan FC an, gegen welche sie mit 0:1 in der regulären Spielzeit unterlagen.
Nach dem erfolgten Wiederabstieg trat der Verein erstmalig in der ebenso neugegründeten und Halbprofessionellen K4 League an. Der Kader wurde für die neue Spielzeit komplett neu aufgestellt, verbunden mit der Hoffnung, dass der Verein den Wiederaufstieg schafft. Der Verein stand vom ersten bis zum letzten Spieltag auf den Letzten- oder Vorletzten Tabellenplatz und verpassten damit ihre Saisonziele deutlich. Auch die Pokalspielzeit verlief erneut nur sehr kurz: In der 1. Hauptrunde des Korean FA Cup´s traten sie gegen den Amateurverein aus Ulsan, Bukgu 523 FC an, welche sie mit 9:0 deutlich geschlagen werden konnte. In der darauffolgende Pokalrunde, traten sie bei Busan IPark FC an. Das Spiel endete regulär nach 90 Minuten mit einem 1:1-Unentschieden. In der Verlängerung erzielte Busan noch das 2:1, womit das Team von Yang Yeong-cheol nach Pokalrunde Zwei wieder ausschied.

## Historie-Übersicht
| Saison                                          | Liga              | Kl. | Vereine | Spiele | Pl. | S  | U | N  | Tore  | Pkt. | KFA Cup            | Play-Off           | Trainer          |
| Jeonju EM Korea FC                              |                   |     |         |        |     |    |   |    |       |      |                    |                    |                  |
| 2007                                            | K3 League         | 3   | 10      | 18     | 5.  | 7  | 8 | 3  | 40:20 | 29   | -                  | Nicht Qualifiziert | Jeong Jin-hyeok  |
| Jeonju EM FC                                    |                   |     |         |        |     |    |   |    |       |      |                    |                    |                  |
| 2008                                            | K3 League         | 3   | 16      | 29     | 10. | 11 | 6 | 12 | 54:50 | 39   | 2. Hauptrunde      | Nicht Qualifiziert | Jeong Jin-hyeok  |
| 2009                                            | K3 League         | 3   | 17      | 32     | 11. | 13 | 6 | 13 | 59:42 | 45   | Nicht Qualifiziert | Nicht Qualifiziert | Jeong Jin-hyeok  |
| 2010                                            | K3 League         | 3   | 9       | 25     | 4.  | 14 | 2 | 9  | 52:34 | 44   | Nicht Qualifiziert | Nicht Qualifiziert | Jeong Jin-hyeok  |
| 2011                                            | K3 League         | 3   | 8       | 22     | 4.  | 7  | 8 | 7  | 29:34 | 29   | 1. Hauptrunde      | Nicht Qualifiziert | Jeong Jin-hyeok  |
| 2012                                            | K3 League         | 3   | 9       | 25     | 5.  | 8  | 4 | 13 | 52:55 | 28   | n. b.              | Nicht Qualifiziert | n. b.            |
| Jeonbuk Maeil FC (bis Juli)/Jeonju FC (ab Juli) |                   |     |         |        |     |    |   |    |       |      |                    |                    |                  |
| 2013                                            | K3 League         | 4   | 9       | 16     | 5.  | 5  | 3 | 8  | 29:33 | 18   | 3. Hauptrunde      | Nicht Qualifiziert | Oh In-eui        |
| 2014                                            | K3 League         | 4   | 9       | 25     | 4.  | 10 | 7 | 8  | 49:33 | 37   | 1. Hauptrunde      | Nicht Qualifiziert | n. b.            |
| 2015                                            | K3 League         | 4   | 9       | 25     | 6.  | 8  | 3 | 14 | 43:54 | 26   | 3. Hauptrunde      | Nicht Qualifiziert | Yang Yeong-cheol |
| 2016                                            | K3 League         | 4   | 20      | 19     | 5.  | 11 | 4 | 4  | 36:24 | 37   | 2. Hauptrunde      | Halbfinale         | Yang Yeong-cheol |
| 2017                                            | K3 League Advance | 4   | 12      | 22     | 9.  | 7  | 5 | 10 | 30:36 | 26   | 4. Hauptrunde      | Nicht Qualifiziert | Yang Yeong-cheol |
| 2018                                            | K3 League Advance | 4   | 12      | 22     | 11. | 5  | 1 | 16 | 25:46 | 16   | 3. Hauptrunde      | -                  | Yang Yeong-cheol |
| 2019                                            | K3 League Basic   | 5   | 8       | 21     | 2.  | 15 | 4 | 2  | 56:22 | 49   | 3. Hauptrunde      | -                  | Yang Yeong-cheol |
| 2020                                            | K3 League         | 3   | 16      | 22     | 16. | 3  | 4 | 15 | 19:39 | 13   | 2. Hauptrunde      | -                  | Yang Yeong-cheol |
| 2021                                            | K4 League         | 4   | 16      | 30     | 15. | 7  | 3 | 20 | 39:71 | 24   | 2. Hauptrunde      | Nicht Qualifiziert | Yang Yeong-cheol |
| 2022                                            | K4 League         | 4   | 18      | 34     |     |    |   |    | -:-   |      | 1. Hauptrunde      |                    | Yang Yeong-cheol |

| Legende                 | Legende | Legende | Legende | Legende | Legende | Legende | Legende | Legende |
| ----------------------- | ------- | ------- | ------- | ------- | ------- | ------- | ------- | ------- |
| Abstieg zum Saisonende  |         |         |         |         |         |         |         |         |
| Aufstieg zum Saisonende |         |         |         |         |         |         |         |         |

## Stadion
| Stadion | Name                          | Eigentümer             | Eröffnung | Nutzungszeitraum | Nutzungszeitraum |
| Stadion | Name                          | Eigentümer             | Eröffnung | Von              | Bis              |
| ------- | ----------------------------- | ---------------------- | --------- | ---------------- | ---------------- |
|         | Jeonju-Universität-Sportplatz | Jeonju-Universität     | n. b.     | 2007             | 2016             |
|         | Jeonju-Stadion                | Stadtverwaltung Jeonju | 1980      | 2017             | Bis jetzt        |

## Rivalität
Zwischen Jeonju Ongoeul FC und Jeonju FC bestand aufgrund ihrer geografischen Lage ein Derby. Dieses Derby wurde „Bibimbap-Derby“ genannt.